# Stanko Horvat
Stanko Horvat, hrvaški skladatelj, pedagog in akademik, * 1930, Zagreb, † 2006.
Horvat je bil profesor na Glasbeni akademiji v Zagrebu in redni član Hrvaške akademije znanosti in umetnosti.
1. 1 2  data.bnf.fr: platforma za odprte podatke — 2011.
2. ↑  Hrvatski biografski leksikon — 1983.
3. ↑  Musicalics
4. ↑  Brozović D., Ladan T. Hrvatska enciklopedija — LZMK, 1999. — 9272 p.